# روجر فرابير
روجر فرابير (بالإنجليزية: Roger Frappier)‏ (و. 1945  م) هو كاتب سيناريو، ومخرج أفلام، ومنتج أفلام كندي، ولد في Saint-Joseph-de-Sorel ‏.

## جوائز وترشيحات
حصل على جوائز منها:
- نيشان الفنون والرسائل لكيبيك من رتبة مرافق ‏ في 2017[7]
- نيشان كيبيك الوطني من رتبة ضابط في 2010[6]
- Prix Albert-Tessier [الإنجليزية]‏ في 1999[8]

ترشح لـ:
جائزة الأوسكار لأفضل فيلم، عن عمل: قوة الكلب8 فبراير 2022.

## وصلات خارجية
- روجر فرابير في قاعدة بيانات الأفلام على الإنترنت
- روجر فرابير  على موقع أول موفي